# Jakoba Helena Mulder
Jakoba Helena Mulder, conocida como Ko (Breda, 2 de marzo de 1900 - Ámsterdam, 5 de noviembre de 1988) fue una arquitecta y urbanista holandesa que trabajó en la Administración Municipal de la ciudad de Ámsterdam por más de 40 años. Sus políticas aplicadas a los vacíos urbanos así como su contribución a la planificación de esta ciudad, la convierten en una de las urbanistas fundamentales del período de posguerra. 

## Primeros años

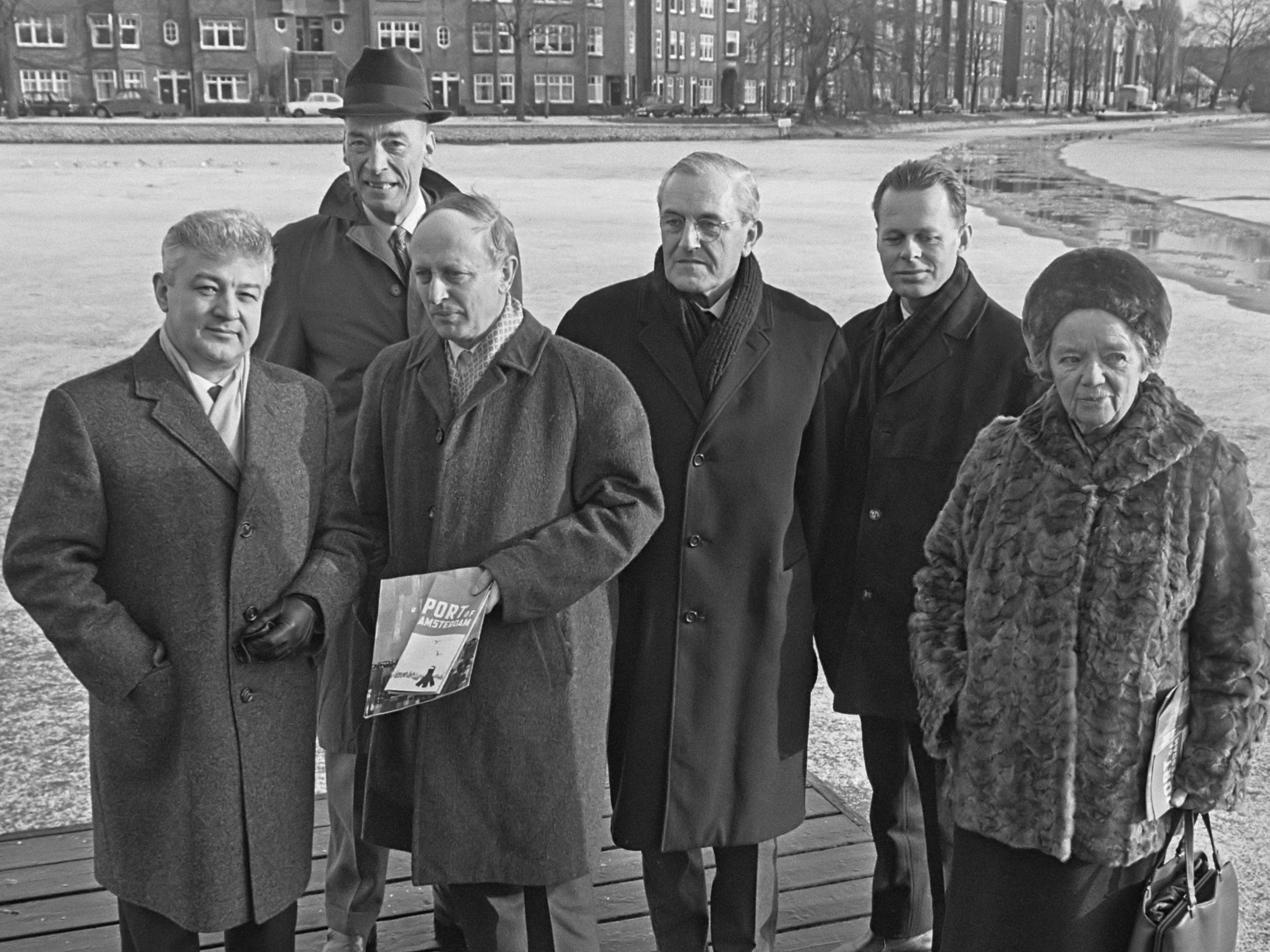
Jakoba Mulder -13 de enero de 1968-

Ko Mulder nació en Breda (Holanda) pero creció en Semarang (India), donde su padre era oficial del ejército indio real de los Países Bajos. A los trece años fue trasladada a Holanda junto a su hermana menor, mientras que sus padres se quedaron en la India. Mulder vivió inicialmente con tíos y tías en Laren (Gelderland) y vivió en casas particulares en Assen durante su período de formación secundaria. En 1918 Mulder decidió estudiar arquitectura en la Universidad Tecnológica de Delft  y en 1926 se graduó siendo una de las primeras mujeres egresadas de esta Universidad y la primera en el área del diseño urbano. 

## Trayectoria

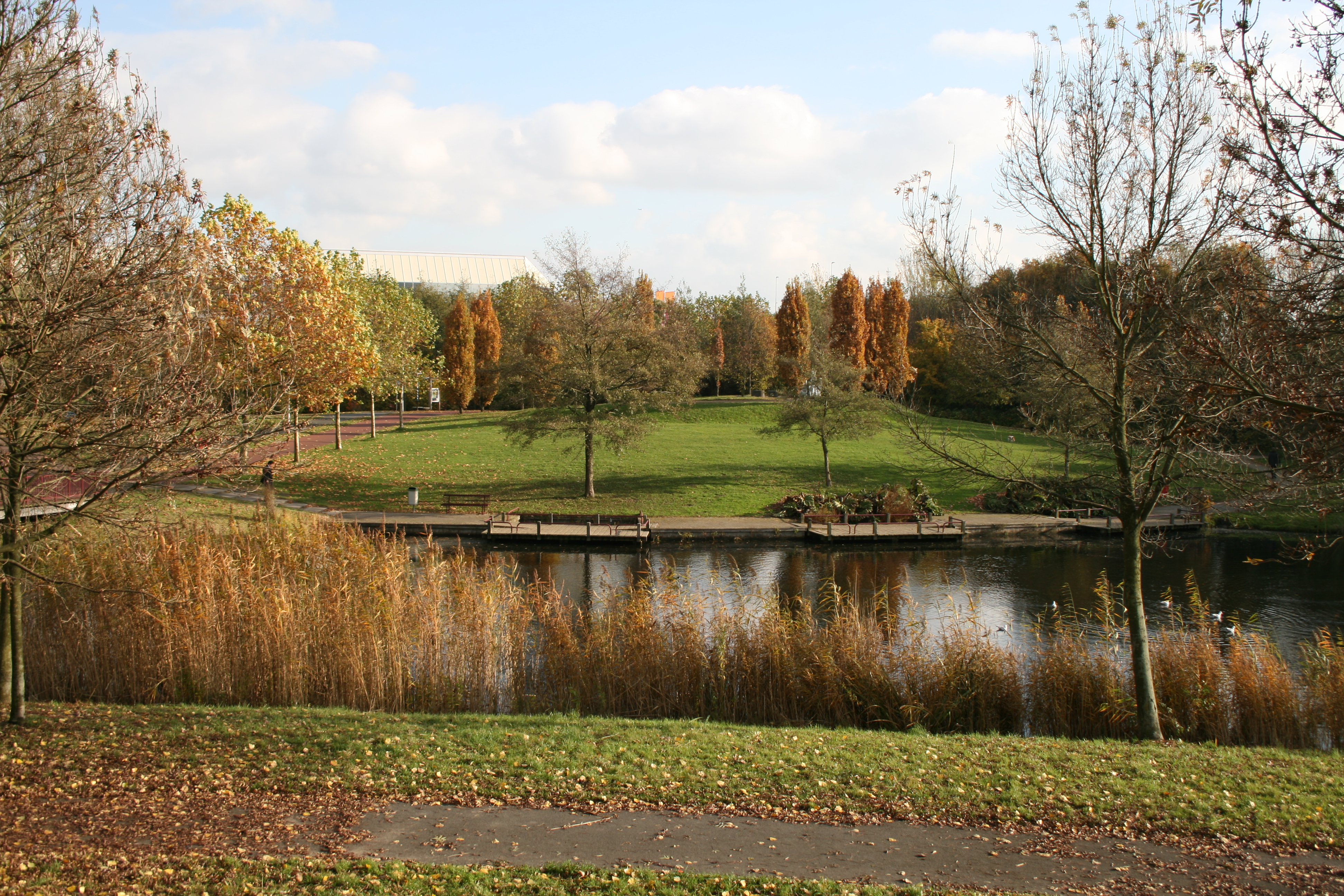
Beatrixpark -1936/1938-

En sus primeros años trabajó en el estudio de la firma La Haya Gerritsen y Wegerif, donde realizó sus primeros bocetos, como el de una escuela antroposófica. Luego, en 1926 Mulder comenzó a trabajar como urbanista en la Municipalidad de Delft en la planificación de expansión de la ciudad. Sin embargo, su cargo más importante lo obtiene en 1929 - en el recién inaugurado Departamento de Desarrollo Urbano (Stadsontwikkeling) perteneciente al Ministerio de Obras Públicas de Ámsterdam -  siendo una de las primeras urbanistas mujeres contratadas por la Administración. De este modo, trabajó durante 30 años junto a Cornelis van Eesteren en la dirección del departamento de planificación.

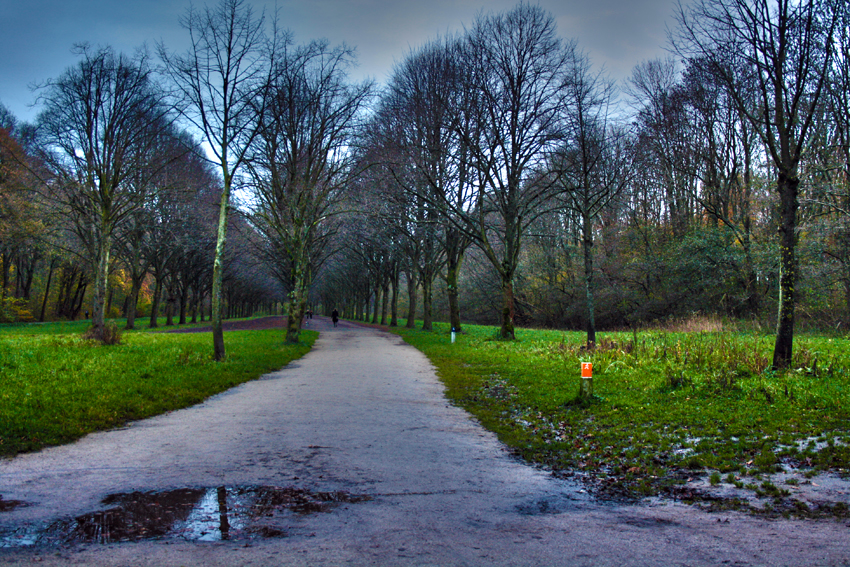
Amsterdamse Bos -2010-

Su carrera estuvo basada en la gestión de políticas públicas, que sumada a sus aptitudes técnicas, hicieron posible sus innovadoras ideas para un urbanismo desde lo cotidiano. Da cuenta de esto, su primer gran proyecto urbano: El Bosque de Ámsterdam (Boschplan), orientado más hacia el modelo de jardín inglés, que al funcionalismo alemán. El resultado fue una zona verde de 80 has. con espacios para el ocio, deportes y equipamientos públicos. En 1937 fue inaugurado y se constituyó como el parque más grande de los Países Bajos, con 200.000 árboles plantados, varios lagos artificiales y 116 puentes construidos en los canales. Durante la Segunda Guerra, el Amsterdamse Bos -nombre acuñado en 1942- sufre un gran deterioro a causa de las instalaciones bélicas, la tala de árboles y los campos de cultivo utilizado para la subsistencia. Finalizada la guerra continuaron las obras de mejora y ampliación y el plan original del parque se terminó de completar en 1964. 

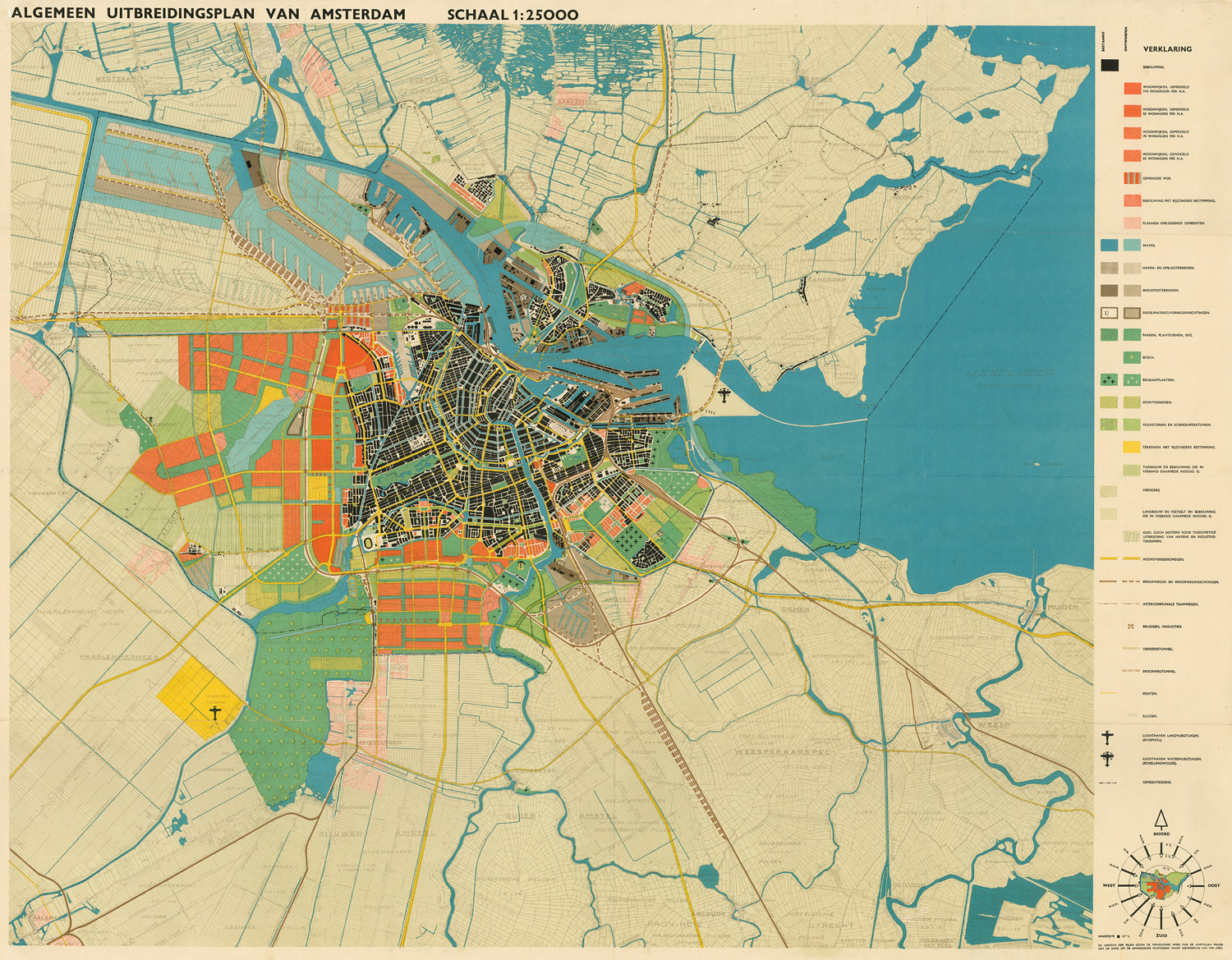
Plan General de Extensión de Ámsterdam (AUP) -1934-

Jakoba Mulder diseñó además otros parques de Ámsterdam, como el parque de Spaarnwoude o el Beatrixparken en 1936, en los cuales la superficie estaba enteramente cubierta de arena. También colaboró con el Plan General de Extensión (AUP) previsto en 1934 al oeste de Ámsterdam. En cuanto a la densidad del barrio Bijmermeer, advirtió que el mismo se convertiría en una ciudad satélite dormitorio alienada con bloques de pisos, por lo que abogó una reducción considerable de las alturas.
A partir de 1947 comienza el desarrollo de los parques infantiles, una idea que - según la propia Mulder - surge al ver a una niña de su vecindario cavando con una pala y jugando con la arena que extraía. Eran tiempos donde el panorama urbano dejado por la guerra era desolador y los pocos parques de juegos para niñas y niños eran de acceso restringido. Mulder promulga una ley mediante la cual cualquier ciudadano podía identificar un vacío en la ciudad y comunicárselo al Municipio para solicitar construir en él una zona de juegos. Estos vacíos podían ser solares entre medianeras, terrenos desescombrados o aceras. Con esta información, la Municipalidad supervisaba el solar y ponía en marcha la construcción de dicho espacio lúdico, configurando así una herramienta y un modelo de participación bottom-up.
En 1947 Aldo van Eyck - que trabajaba en el Departamento desde ese año - se ofreció de voluntario para el diseño de estos parques. Con creatividad y austeridad económica dispuso una serie de elementos simples -columpios, areneros, piezas geométricas de hormigón, etc.- que conformaban espacios de juegos adecuados a distintas superficies, con una gran variedad de formas, texturas y posibilidades a la imaginación de niñas y niños. Estas intervenciones urbanas y sociales localizadas, evitaron las centralidades y favorecieron las relaciones de equidad. Entre 1947 y 1978 se diseñaron más de 700 parques infantiles. Luego del primero en el barrio de Bertelmanplein, la estrategia pasa a formar parte de los planes de desarrollo urbano previstos para Ámsterdam oeste.
 

En 1958 Van Eesteren deja la jefatura del Departamento para dedicarse al plan urbano de Lelystad -no realizado- y Mulder le sucede trabajando hasta el año 1972. A cargo del Departamento, Mulder desarrollo una tipología de planta en "L", la cual se aplicó por primera vez en el suburbio de Watergraafsmeer en 1947 (Frankendael). Dos parcelas en forma de "L" se colocaron yuxtapuestas de tal forma que encerraban un espacio interior protegido, dando lugar a la creación de un espacio de juegos para niños. Este sistema de parcelación se ha aplicado desde entonces de forma repetida en todas las ampliaciones hacia el oeste de Ámsterdam. El diseño de un trazado más cerrado derriba de la idea de vecindario. En 1965 fue profesora titular en la Universidad de Ámsterdam. Y llegó a ser miembro de la Asociación de Mujeres con Formación Académica (VVAO) y del Club Soroptimista. 

## Proyectos, planes y obras
- Amsterdamse Bos (1934-1970)

- Bosch Plan - Plan General de Extensión de Ámsterdam. AUP  (1935)

- Park in Spaarnwoude (1936-1938)
- Beatrixparken (1936-1938)
- Playground Jacob Thijsseplein
- Hovenbouw en Speelplaatsen (nuevo distrito de Bos en Lommer)
- Bellamyplein (1950)
- Playground Dijkstraat
- Plan de Frankendael
- Plan de expansión Slotermeer
- Playground Rapenburg Centro de Ámsterdam
- Buitenveldert (1958-1960)
- Playground Spielinsel - Van Boetzelaerstraat
- Plan de desarrollo Molenwijk (1962)